# دانيال إس. ميلو
دانيال إس. ميلو (بالإنجليزية: Daniel S. Milo)‏ (21 أغسطس 1953، تل أبيب في إسرائيل)؛ فيلسوف، مؤرخ وروائي إسرائيلي.